# Liga Norte
La Lega Nord (en español, «Liga Norte») es un partido político italiano que se sitúa en la derecha y en la extrema derecha del espectro político.
Fue fundado con el nombre de Liga Norte en 1991 por Umberto Bossi como una federación de varios partidos del norte y centro de Italia, la mayoría de los cuales surgieron y ampliaron su electorado durante la década de los años 1980: la Liga Lombarda, la Liga Véneta, Piamonte Autonomista, la Unión Ligur, la Liga Emiliano-Romañola y la Alianza Toscana.
Antes de la adopción por el partido del término Padania para llamar a la llanura padana, este se utilizaba con poca frecuencia, y fue popularizado desde 1963 por el periodista deportivo Gianni Brera como un nombre moderno para la Galia Cisalpina.
Desde 2013 su secretario general y líder es Matteo Salvini, que fue quien propuso que la Liga Norte pasara a llamarse simplemente la Liga para poder representar a toda Italia, y no sólo a su mitad norte (por esa razón el término Padania dejó de utilizarse). Desde 2020 el partido ha sido dirigido por el comisario Igor Iezzi. La liga quedó eclipsada por la escisión Lega por Salvini Premier (LSP), hasta ese momento activa como rama central y meridional de Italia del partido creado por el propio Salvini en la década de 2010, y desde 2020 en toda Italia. Tras la aparición de la LSP, la LN original está prácticamente inactiva y sus antiguas secciones "nacionales" (Lega Lombarda, Liga Veneta, etc.) se han convertido en secciones "regionales" de la LSP.

## Historia

### Precursores y fundamento

Sol de los Alpes

En las elecciones generales de 1983, uno de los principales precursores de la Liga Norte, la Liga Véneta, obtuvo un diputado y un senador. En las elecciones de 1987, otro partido regional, la Liga Lombarda, ganó relevancia nacional cuando su líder, Umberto Bossi, fue elegido para el Senado. 
El partido fue creado en 1989 como sucesor de la coalición electoral Alianza Norte y fue fundado oficialmente en 1991 mediante la fusión de varios partidos regionales, entre los que destacaron la Liga Lombarda y la Liga Véneta. Estos partidos continúan existiendo como "secciones nacionales" de la estructura organizativa federal del partido, que se presenta en los comicios regionales y locales como "Lega Lombarda-Lega Nord", "Liga Veneta-Lega Nord", "Lega Nord-Piemont", y así sucesivamente.
La Liga explotó el resentimiento contra Roma (con el eslogan de Roma ladrona) y el Gobierno de Italia, común en el norte de Italia, al considerar parte de su población que el Gobierno derrocha los recursos obtenidos principalmente de los impuestos del norte. Las influencias culturales de los países fronterizos del norte de Italia y el resentimiento contra los inmigrantes ilegales también fueron utilizados. Su electorado comenzó a crecer a la vez que estallaba el escándalo Manos Limpias en 1992 y los partidos tradicionales se desplomaban. Sin embargo, contrariamente a lo que muchos expertos pronosticaron a principios de la década de 1990, la Liga Norte se convirtió en una fuerza política estable.
El primer gran avance electoral de la Liga Norte fue en las elecciones regionales de 1990, pero fue en las elecciones generales de 1992 cuando el partido emergió como un actor político relevante. Después de haber logrado un 8,7% de los votos, 56 diputados y 26 senadores, se convirtió en el cuarto partido del país. En 1993, su miembro Marco Formentini fue elegido alcalde de Milán; el partido obtuvo un 49,3% en las elecciones provinciales de Varese; asimismo, a finales de año, Silvio Berlusconi inició su propia carrera política y creó su propio partido, Forza Italia.

### Primera participación del Gobierno
El partido se presentó a las elecciones generales de 1994 en alianza con Forza Italia en la coalición Polo de las Libertades. Berlusconi organiza dos coaliciones, dada la pésima sintonía entre la Liga Norte y la recién formada Alianza Nacional (sucesora del neofascista Movimiento Social Italiano): en el norte, Forza Italia, Centro Cristiano Democrático y la Liga se presentan con el nombre de Polo de las Libertades, y en el sur, en cambio, se hacen llamar Polo del Buen Gobierno, con Alianza Nacional y sin la Liga. La Liga obtuvo solo un 8,4% de los votos, pero, gracias a un generoso reparto de las candidaturas individuales de la coalición, su representación parlamentaria casi se duplicó, llegando a 117 diputados y senadores 56. La leghista Irene Pivetti fue elegida como Presidenta de la Cámara de Diputados.
La Liga Norte fue parte junto con Forza Italia, Alianza Nacional y Centro Cristiano Democrático del gobierno de Silvio Berlusconi, con 5 ministros en este. Sin embargo este gobierno duró pocos meses a causa de la retirada de apoyo por parte de la Liga: en un primer momento, la Asamblea Federal de la Liga presenta el 6 de noviembre de 1994 un proyecto de Constitución que contempla la división de Italia en 9 macrorregiones; el debate luego se centrará en las pensiones. Berlusconi decide que no se puede gobernar con un aliado como Bossi y que no hay más remedio que volver a las urnas. En enero de 1995, la Liga dio un voto de confianza al recién formado gabinete de Lamberto Dini, junto con el Partido Popular Italiano y el Partido Democrático de la Izquierda. Esto hizo que algunos grupos descontentos abandonaran el partido creando el Partido Federalista, la Liga Italiana Federalista y Federalistas y Liberaldemócratas; todos estos grupos más tarde se integraron en Forza Italia. Asimismo, Roberto Maroni, se opuso a la nueva línea del partido, pero después de algunos meses de distanciamiento con Bossi volvió a la política activa en junio. Entre 1995 y 1998 la Liga Norte se unió a varios gobiernos locales de centro-izquierda, como en la provincia de Padua o la ciudad de Údine.

### Años independentistas

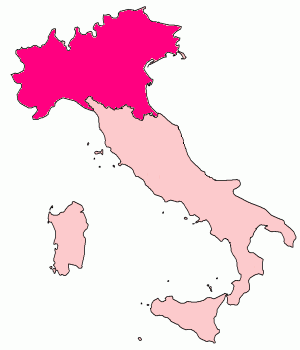
Territorio que la Liga Norte reivindica como Padania.

Después de presentarse en solitario y obtener un gran éxito en las elecciones generales de 1996, su mejor resultado histórico (10,1% de votos, 59 diputados y 27 senadores), Liga Norte anunció que su objetivo era la secesión del norte de Italia bajo el nombre de Padania. Este término ganó popularidad, especialmente entre los seguidores del partido, en detrimento de la llanura padano-veneciana.
A causa del fuerte apoyo electoral (30% en el Véneto, 25% en Lombardía), el 15 de septiembre de 1996 la Liga Norte, radicalizando su postura, persigue el proyecto de secesión del norte italiano y convoca una manifestación a lo largo del río Po, que termina en Venecia con la proclamación simbólica por parte de Umberto Bossi, a modo de provocación, de la independencia de la Padania. El partido incluso organizó un referéndum sobre la independencia, así como las elecciones para un "Parlamento padano".
El período entre los años entre 1996 y 1998 puede considerarse como la primera edad de oro del partido, siendo la mayor fuerza política en muchas provincias del norte de Italia. Sin embargo, desde 1998, los resultados electorales de la Liga Norte se redujeron, principalmente a causa de muchas divisiones, y, en especial, el de Liga Véneta Republicana; en 1999, Marco Formentini también abandonó el partido.
En 1998, el periódico oficial de la Liga Norte publicó varios artículos atacando a Silvio Berlusconi y acusándolo de tener vínculos con la Mafia; no obstante, se aliaría de nuevo con él en el 2000. 
Desde 1999, la Liga abandonó sus demandas de independencia para centrarse más bien en la descentralización, siempre dentro del marco de Italia, como en su objetivo principal: no secesionarse de Italia, sino de transformarla en un estado federal con el fin de permitir a la Padania recaudar más ingresos fiscales a través de un federalismo fiscal. Por otra parte las pasadas divisiones había dañado severamente al partido, perdiendo la Liga Norte la mayor parte de su fuerza electoral, y logrando solo el 3,9% de votos en las elecciones generales de 2001.

### Casa de las Libertades
Después de un enorme retroceso en las elecciones al Parlamento Europeo de 1999 (4,5%, una pérdida del 5,6% en tres años), Bossi entenderá que la Liga Norte no podía convertirse en una alternativa entre el centro-derecha y el centro-izquierda, que su autonomía no le daba más fuerza y que era necesario unirse a una de las dos grandes coaliciones políticas con el fin de sobrevivir. En el 2000, el partido volvió a coaligarse con Berlusconi, a pesar de los desacuerdos anteriores, lo que llevó al centro-derecha a una victoria aplastante en las elecciones regionales de ese año en las regiones del norte y al triunfo en las elecciones generales de 2001 como parte de la coalición la Casa de las Libertades.
Entre 2001 y 2006, la Liga Norte, a pesar de su reducida representación parlamentaria, controló tres ministerios clave: Justicia, Trabajo y Asuntos Sociales, y de Reformas Institucionales y Devolución. El partido fue ampliamente considerado como el más firme aliado de Berlusconi y formó el llamado "eje del Norte" junto con Forza Italia, oponiéndose al eje formado por Alianza Nacional y la Unión de los Demócratas Cristianos y de Centro (UDC), que eran más fuertes en el sur y representaban más sus intereses.
En las elecciones europeas de 2004 y en las regionales de 2005, la Liga se recuperó de sus últimos resultados electorales y consiguió el 5% y el 5,6% de los votos nacionales, respectivamente.
Durante los cinco años de gobierno de centro-derecha, el Parlamento aprobó una importante reforma constitucional, que incluía el federalismo y más poderes para el primer ministro. La alianza que forjó Liga Norte con el Movimiento por la Autonomía (MpA) y el Partido Sardo de Acción para las elecciones generales de 2006 no tuvo éxito entre los votantes del sur a la hora de aprobar la reforma constitucional, que fue rechazada en referéndum.

### Cuarto gobierno de Berlusconi

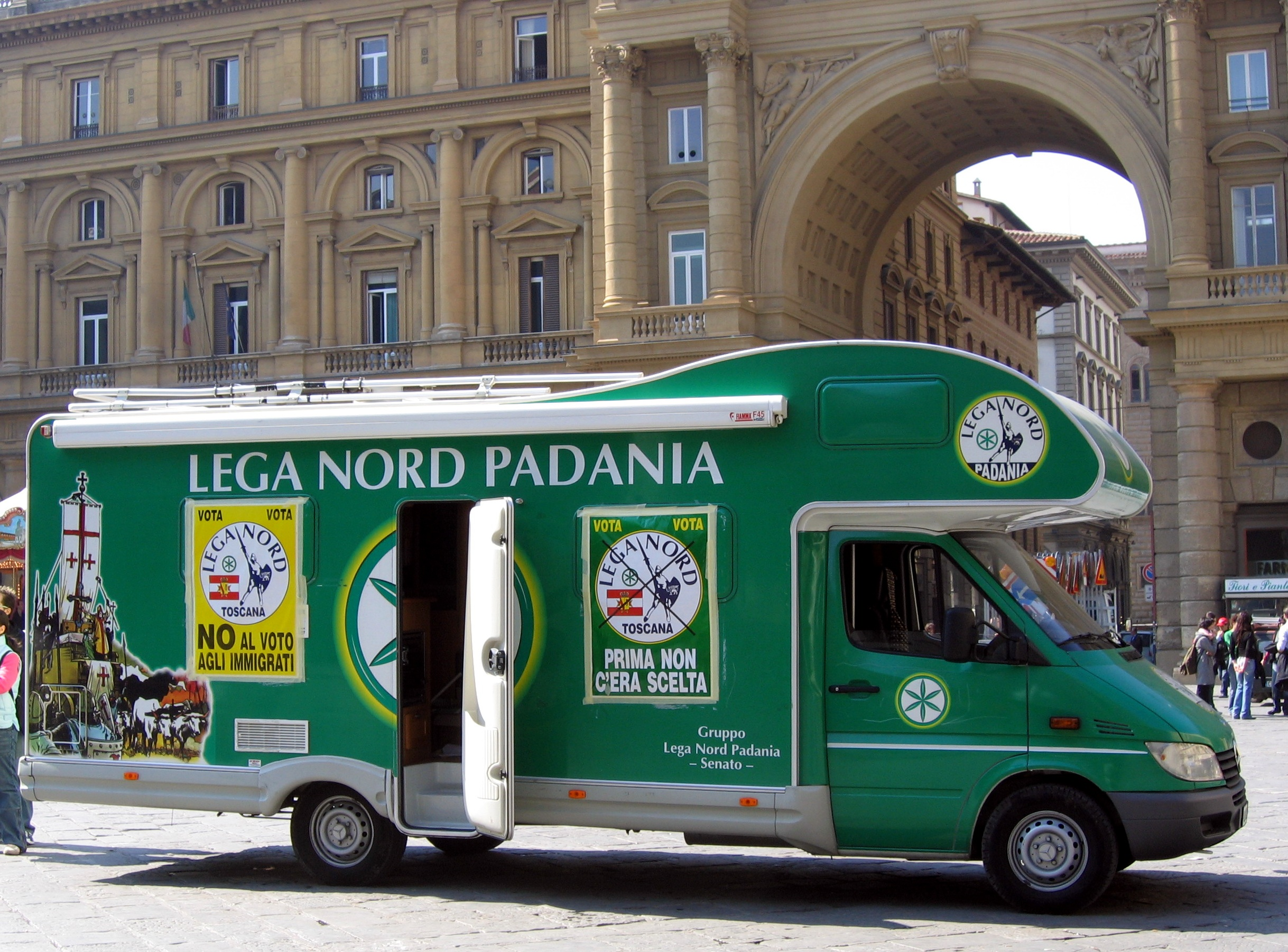
Furgoneta con publicidad de la Liga Norte.

A raíz de la caída del gobierno de Romano Prodi el 24 de enero de 2008, que llevó al presidente Giorgio Napolitano a convocar elecciones anticipadas, el centro-derecha se reagrupó dentro del Pueblo de la Libertad (PdL), ahora sin el apoyo de UDC. La Liga Norte se presentó a las elecciones en coalición con el PdL y el MpA, obteniendo un impresionante 8,3% de los votos y 60 diputados y 26 senadores. Tras este resultado, desde mayo de 2008 el partido ha estado representado en el gobierno de Berlusconi con cuatro ministros y cinco subsecretarios. 
En abril de 2009, fue aprobado por el Senado un proyecto de ley que establecía el camino hacia el federalismo fiscal, después de haber pasado por la Cámara de Diputados. El proyecto de ley obtuvo apoyo de Italia de los Valores y la abstención del Partido Democrático. A partir de finales de marzo de 2011, los más importantes decretos de la reforma fueron aprobados por el Parlamento y Bossi elogió públicamente al líder de los demócratas Pier Luigi Bersani por no haberse opuesto al decreto decisivo en la fiscalidad regional y provincial. 

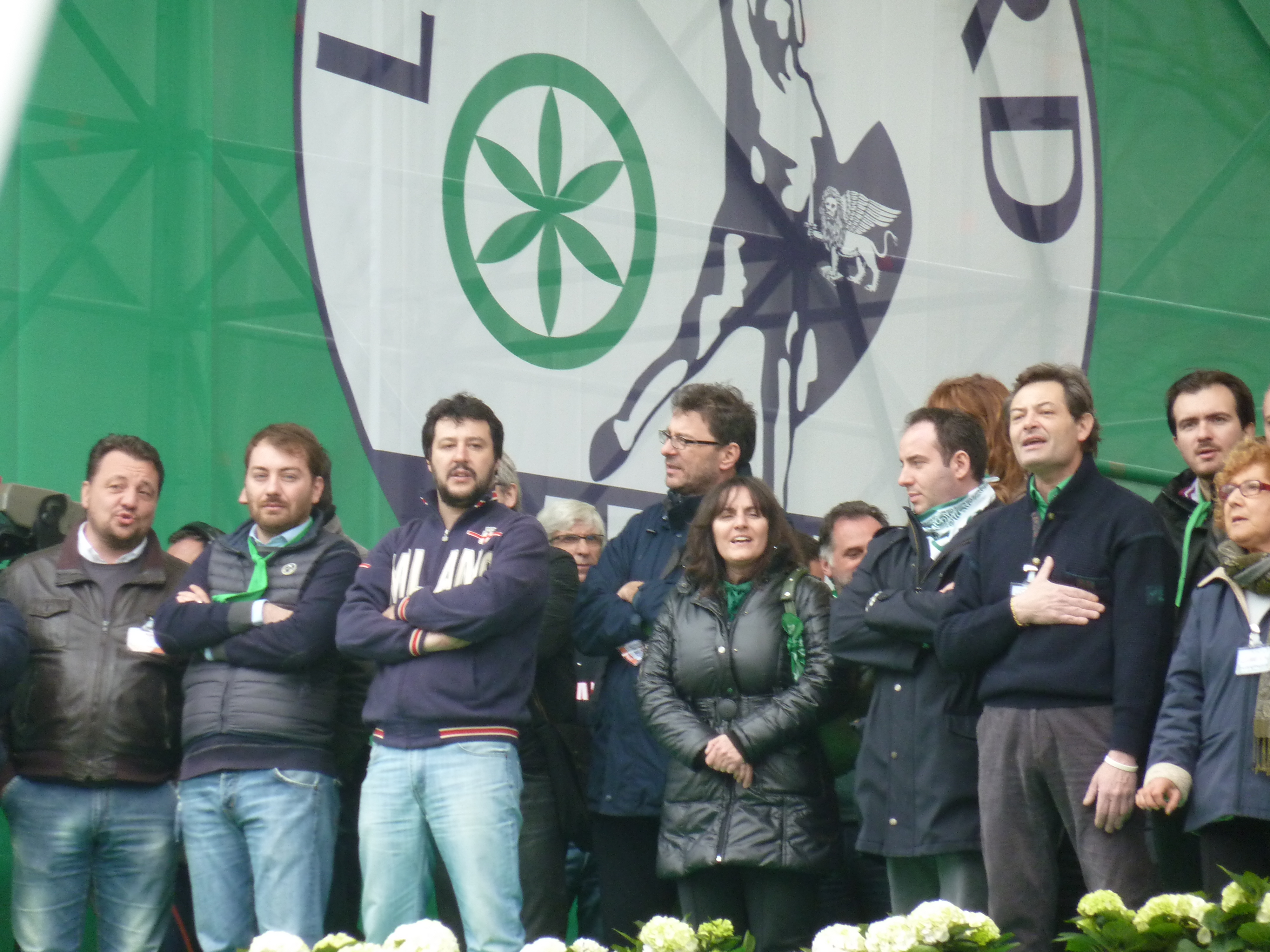
Foto de un mitin de la Liga Norte en Pontida en abril de 2013.

La Liga Norte influyó también en el gobierno sobre la inmigración ilegal, especialmente cuando se trataba de inmigrantes llegados por mar. Mientras ACNUR y la Conferencia episcopal italiana expresaron sus preocupaciones sobre la gestión de las solicitudes de asilo, las decisiones de Roberto Maroni para retornar  pateras llenas de inmigrantes ilegales a Libia fueron elogiadas también por algunos demócratas importantes, entre los que destacan Piero Fassino, y respaldadadas por alrededor del 76% de los italianos según una encuesta. 
De acuerdo con el PdL, en las elecciones regionales de 2010, Luca Zaia fue el candidato a la presidencia en el Véneto y Roberto Cota en Piamonte, mientras que en las demás regiones del norte, como Lombardía, la Liga apoyaría a los candidatos del PdL; tanto Zaia y Cota fueron elegidos. El partido se convirtió en el más grande del Veneto con el 35,2% y el segundo más grande de Lombardía con un 26,2%, mientras que era cada vez más fuerte en todo el norte y en algunas regiones de Italia central.
En noviembre de 2011, Berlusconi dimitió y fue reemplazado por Mario Monti; la Liga fue el único partido importante en oponerse al nuevo gobierno de este. A lo largo de 2011, el partido estuvo dividido por disputas internas y el liderazgo de Bossi fue más débil que nunca; entonces, se empezó a apuntar a Roberto Maroni, número dos de Bossi, como futuro líder del partido.
En un mitin de la Liga Norte llevado a cabo en la ciudad de Albino, Umberto Bossi se refirió al primer magistrado italiano como "terun", término despectivo utilizado en Lombardía para referirse a los italianos del sur. En la misma reunión política, los militantes insultaron al primer ministro Mario Monti, alentados por sus conductores en el estrado, Bossi y Roberto Calderoli.

### Dimisión de Umberto Bossi
El 3 de abril de 2012, un escándalo de corrupción golpeó el entorno de Bossi y, en consecuencia, toda la Liga. Francesco Belsito, tesorero del partido y estrecho colaborador de Bossi, fue acusado de blanqueo de dinero, malversación y fraude a expensas de la Liga. Entre otras cosas, se le acusó de haber tomado dinero del partido para pagar a la familia Bossi y a otros miembros de su entorno. Maroni, quien ya había pedido la dimisión de Belsito a principios de enero, pidió su reemplazo inmediato. Belsito renunció un par de horas más tarde y el día después de fue sustituido por Stefano Stefani. 
Repentinamente, el 5 de abril, Bossi renunció a la secretaría del partido, nombrando por consejo de este un triunvirato compuesto por Roberto Maroni, Roberto Calderoli y Manuela Dal Lago, que dirigiría el partido hasta que se llevara a cabo un nuevo congreso federal; sin embargo Bossi fue nombrado presidente federal.

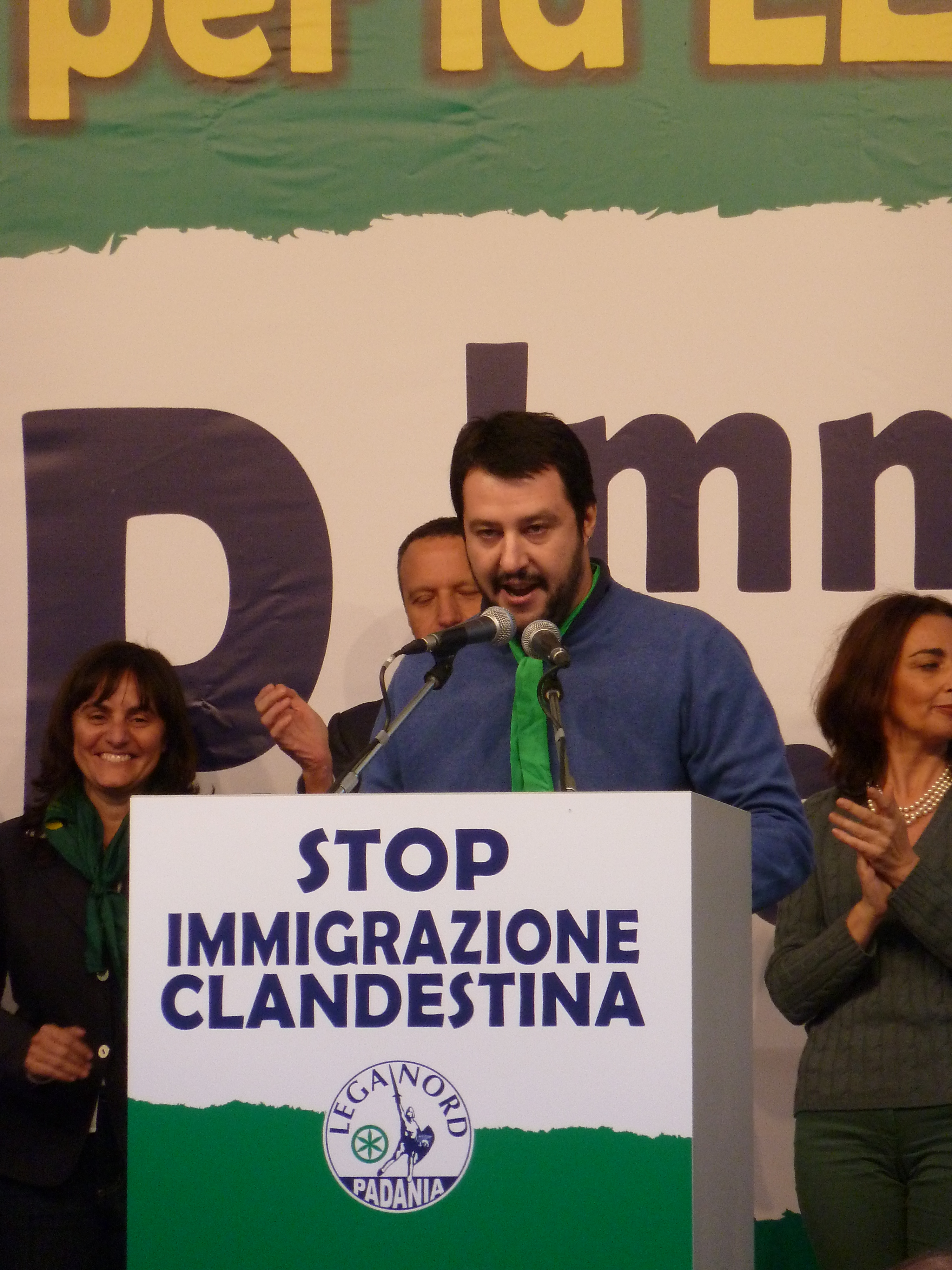
Salvini dando un discurso en un mitin de la Liga Norte.

El 12 de abril, el consejo federal expulsó a ambos, Belsito y Mauro, y decidió que el congreso federal que se celebrase a finales de junio. En las elecciones municipales de mayo de 2012 la Liga tuvo unos pésimos resultados. No obstante, conservó la ciudad de Verona, donde Flavio Tosi fue reelegido alcalde. El 1 de julio de 2012 Maroni fue elegido casi unánimemente secretario federal. Los estatutos del partido fueron cambiados con el fin de que Bossi pudiera ser el presidente federal vitalicio; también se reestructuró la organización federal y se dio más autonomía a las secciones nacionales, transformándose de facto de una federación en una confederación de partidos.
En julio de 2017, Umberto Bossi es condenado a dos años y tres meses de prisión por malversación de fondos de la Liga Norte. Umberto Bossi, su hijo y el tesorero de la Liga, y también Maroni y Salvini utilizaron 49 millones de euros de la formación para gastos privados como coches o la compra de un título universitario. Salvini nunca ha explicado cómo fue utilizada esa cantidad de dinero.

## Ideología

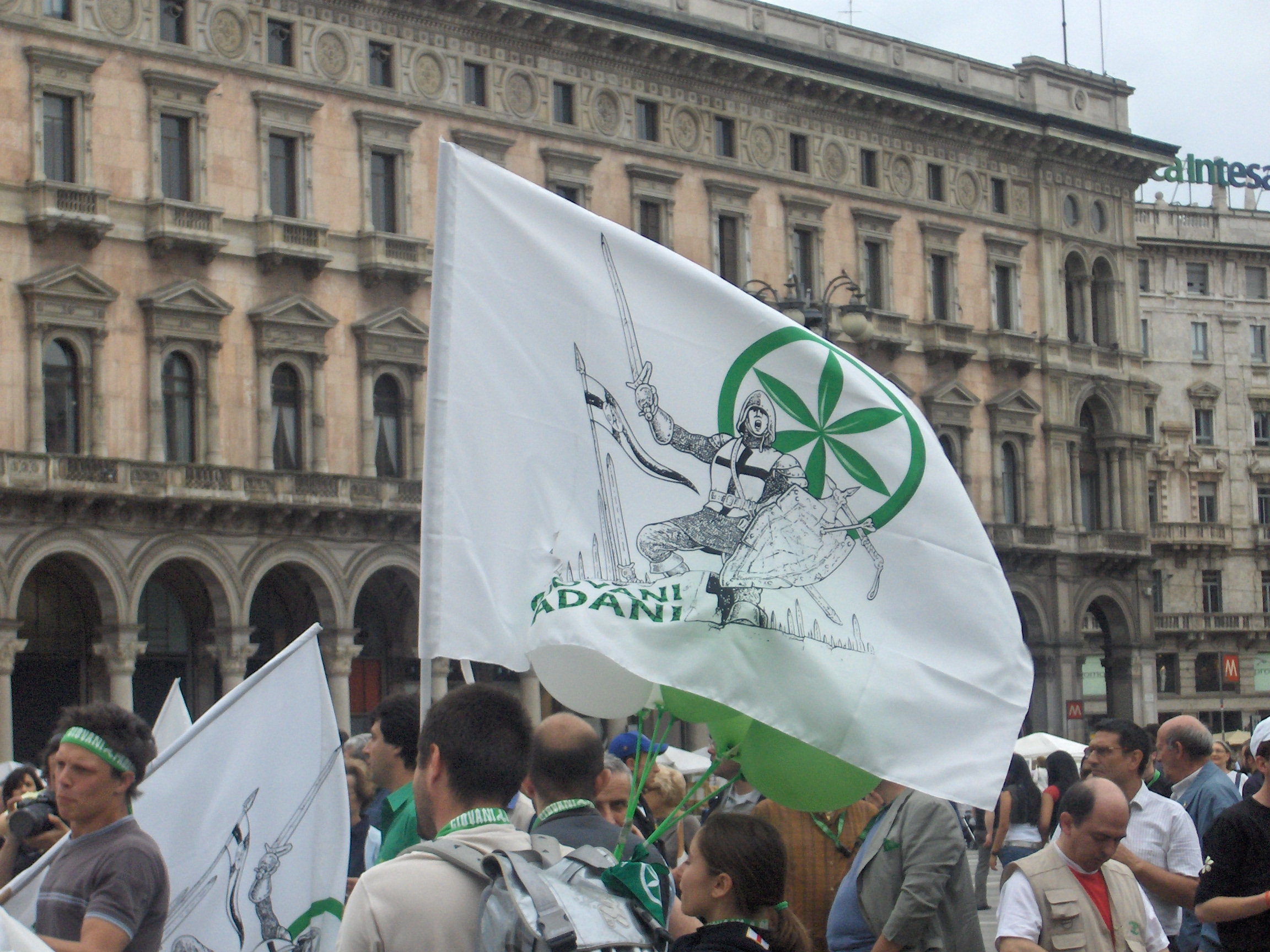
Bandera con el símbolo del Nacionalismo padano combinado con el logo de la Liga Norte.

En sus inicios, la Liga del Norte identificó a sus principales enemigos como Roma, percibida como corrupta y burocrática, y el sur de Italia, cuyos habitantes eran descritos como perezosos y parásitos.
La Liga Norte votó a favor del Tratado de Maastricht (1992) y del Tratado de Lisboa (2007). Bajo el liderazgo de Salvini, el partido se volvió mucho más crítico con la Unión Europea y el euro. Sin embargo, Cambió de opinión en 2018 y desde entonces apoya a la UE y al euro.

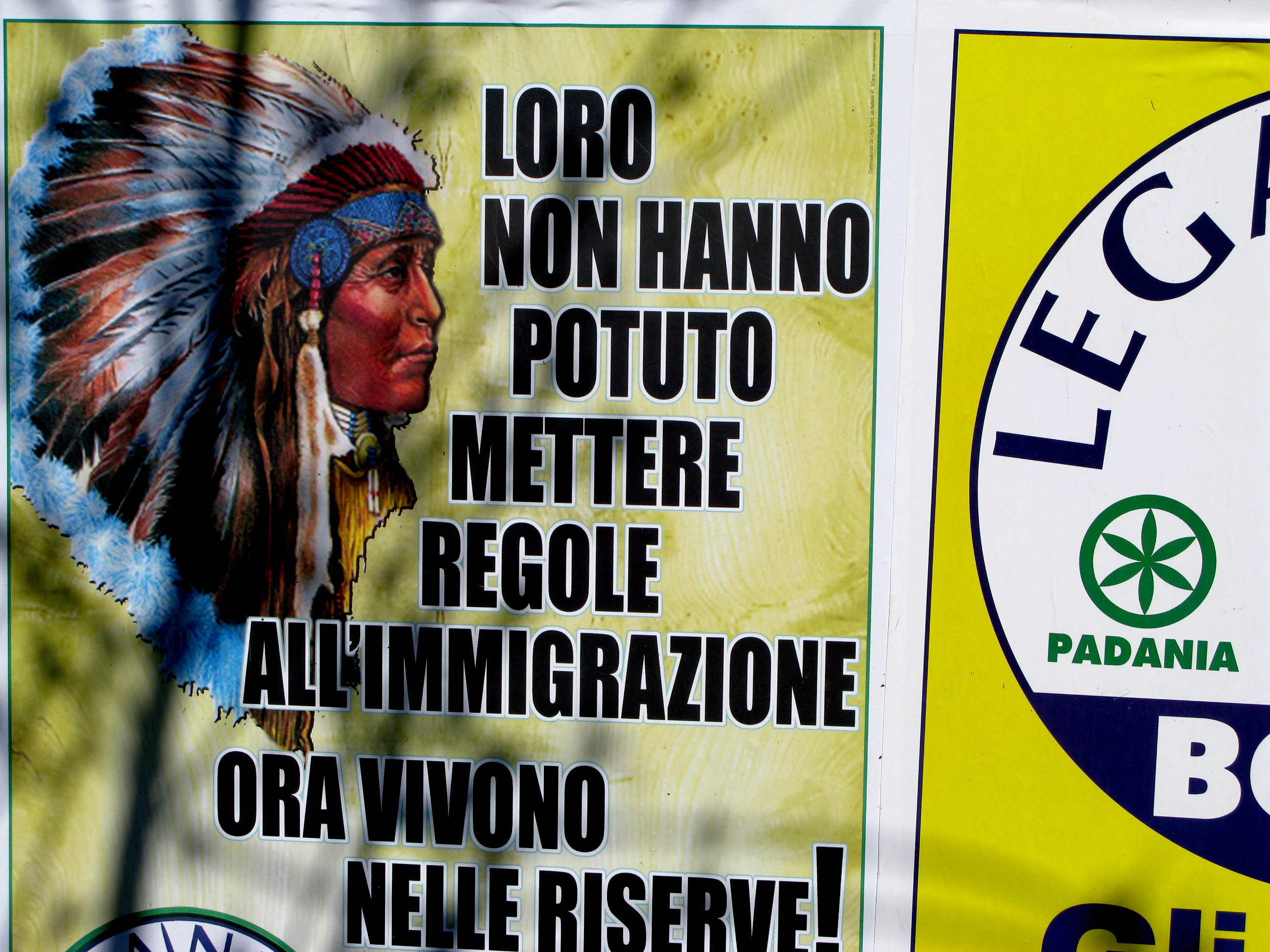
Cartel sobre la inmigración en el que se dice: "¡No pudieron ponerle reglas a la inmigración, ahora viven en las reservas!". Hay una alusión implícita a las teorías conspirativas de ultraderecha del «genocidio blanco» y de «El gran reemplazo».

Actualmente, el programa electoral de la Liga propone la transformación de Italia en un Estado federal, el federalismo fiscal y regional, y la mayor autonomía de las regiones. Antaño el partido defendió otro tipo de ideales, desde la simple demanda de mayor autonomía administrativa de las regiones, hasta la secesión del norte italiano del resto del país. Otras iniciativas impulsadas por este partido son la promoción de las culturas regionales italianas, el rechazo a la inmigración y la reducción de ayudas a las regiones del sur de Italia.
En cuestiones económicas, es un partido liberal. Está a favor de los impuestos planos, las reducciones de impuestos y el federalismo fiscal. En 2012, votó a favor de incluir la prohibición del déficit en la Constitución, como quería el Gobierno de Mario Monti.
El partido denuncia el «terrorismo climático» y pide penas de cárcel para los activistas medioambientales que lleven a cabo actos pacíficos de desobediencia civil.
Apoya a Israel en el conflicto israelí-palestino, el reconocimiento de Jerusalén como capital de Israel y la prohibición del movimiento Boicot, Desinversiones y Sanciones que promueve el boicot a los productos israelíes. También cree que la Unión Europea debería sumarse a las sanciones impuestas por Estados Unidos contra Irán.

## Resultados electorales

### Elecciones legislativas
|  | 8.65 % |

|  | 8.36 % |

|  | 10.07 % |

|  | 3.94 % |

|  | 4.58 % |

|  | 8.30 % |

|  | 4.09 % |

a Como parte del Polo de las Libertades
b Como parte de la Casa de las Libertades
c Como parte de la Coalición de centroderecha
|  | 8.20 % |

|  | 8.36 % |

|  | 10.41 % |

|  | 3.94 % |

|  | 4.48 % |

|  | 8.06 % |

|  | 4.34 % |

|  | 17.61 % |